# Superliga Brasileira de Voleibol Feminino de 2020 - Série B
A Superliga Brasileira de Voleibol Feminino de 2020 - Série B foi a sétima edição desta competição organizada pela Confederação Brasileira de Voleibol através da Unidade de Competições Nacionais. Trata-se da segunda divisão do Campeonato Brasileiro de Voleibol Feminino, a principal competição entre clubes de voleibol feminino do Brasil. Participaram do torneio oito equipes provenientes de seis estados brasileiros. 
As duas equipes finalistas garantem acesso à elite do voleibol brasileiro na temporada 2020/2021.
A edição 19/20 da SuperLiga finalizou sem um campeão definitivo devido à pandemia da Covid-19.

## Formato de disputa
A fase classificatória da competição é disputada por oito equipes em turno único. Os oito primeiros colocados se classificaram para os play-offs. Nesta fase, a vitória por 3-0 ou 3-1 garante três pontos para o ganhador e nenhum ponto para o perdedor. Já com o placar de 3-2, o ganhador da partida leva dois pontos e o perdedor um. As duas últimas colocadas serão rebaixadas para a Série C 2020.
Os play-offs serão divididos em três fases - quartas-de-final, semi-finais e final.
Nas quartas-de-final haverá o cruzamento entre as equipes com os melhores índices técnicos seguindo a lógica: 1ª x 8ª (A); 2ª x 7ª (B); 3ª x 6ª (C) e 4ª x 5ª (D). Estas jogarão partidas em melhor de 3 (jogos), sendo um mando de quadra para cada e o jogo de desempate, quando houver, no ginásio da equipe com o melhor índice técnico da fase classificatória.
As semifinais serão disputadas pelas equipes que passarem das quartas-de-final, seguindo a lógica: vencedora do duelo A x vencedora do duelo D; vencedora do duelo B x vencedora do duelo C. Estas jogarão agora, partidas em melhor de 3 (jogos),sendo um mando de quadra para cada e o jogo de desempate, quando houver, no ginásio da equipe com o melhor índice técnico da fase classificatória.
As equipes vencedoras se classificarão para a final, que será disputada em jogo único, o mando de quadra será no ginásio escolhido pelo clube melhor colocado na fase classificatória.
Os sets do torneio são disputados até 25 pontos com a diferença mínima de dois pontos (com exceção do quinto set, vencido pela equipe que fizer 15 pontos com pelo menos dois de diferença). A partir deste ano não ocorrerão mais as paradas técnicas no 8º e no 16º pontos da equipe que primeiro os alcançou, conforme nova determinação da FIVB.

## Equipes participantes
| Temporada 2019              | Equipe               | Cidade               | Sport do Recife Brasília Vôlei ADC Bradesco AFV Francana SJ dos Pinhais ACV Chapecó BluVôlei Itajaí VôleiSuperliga Brasileira de Voleibol Feminino de 2020 - Série B (Brasil) |
| --------------------------- | -------------------- | -------------------- | --- |
| 11º Colocado na Superliga A | Brasília Vôlei       | Brasília             | Sport do Recife Brasília Vôlei ADC Bradesco AFV Francana SJ dos Pinhais ACV Chapecó BluVôlei Itajaí VôleiSuperliga Brasileira de Voleibol Feminino de 2020 - Série B (Brasil) |
| 12º Colocado na Superliga A | Itajaí Vôlei[ITA]    | Itajaí               | Sport do Recife Brasília Vôlei ADC Bradesco AFV Francana SJ dos Pinhais ACV Chapecó BluVôlei Itajaí VôleiSuperliga Brasileira de Voleibol Feminino de 2020 - Série B (Brasil) |
| 4º Colocado na Superliga B  | ADC Bradesco         | Osasco               | Sport do Recife Brasília Vôlei ADC Bradesco AFV Francana SJ dos Pinhais ACV Chapecó BluVôlei Itajaí VôleiSuperliga Brasileira de Voleibol Feminino de 2020 - Série B (Brasil) |
| 5º Colocado na Superliga B  | São José dos Pinhais | São José dos Pinhais | Sport do Recife Brasília Vôlei ADC Bradesco AFV Francana SJ dos Pinhais ACV Chapecó BluVôlei Itajaí VôleiSuperliga Brasileira de Voleibol Feminino de 2020 - Série B (Brasil) |
| 7º Colocado na Superliga B  | AFV Francana         | Franca               | Sport do Recife Brasília Vôlei ADC Bradesco AFV Francana SJ dos Pinhais ACV Chapecó BluVôlei Itajaí VôleiSuperliga Brasileira de Voleibol Feminino de 2020 - Série B (Brasil) |
| 2º Colocado na Superliga C  | Sport do Recife      | Recife               | Sport do Recife Brasília Vôlei ADC Bradesco AFV Francana SJ dos Pinhais ACV Chapecó BluVôlei Itajaí VôleiSuperliga Brasileira de Voleibol Feminino de 2020 - Série B (Brasil) |
| 3º Colocado na Superliga C  | ACV Chapecó          | Chapecó              | Sport do Recife Brasília Vôlei ADC Bradesco AFV Francana SJ dos Pinhais ACV Chapecó BluVôlei Itajaí VôleiSuperliga Brasileira de Voleibol Feminino de 2020 - Série B (Brasil) |
| 4º Colocado na Superliga C  | BluVôlei[HER]        | Blumenau             | Sport do Recife Brasília Vôlei ADC Bradesco AFV Francana SJ dos Pinhais ACV Chapecó BluVôlei Itajaí VôleiSuperliga Brasileira de Voleibol Feminino de 2020 - Série B (Brasil) |

Notas
ITA 1  Jogou a temporada anterior como Vôlei Balneário Camboriú.
HER 2  Herdou a vaga do Vôlei Joseense.

## Fase classificatória
As oito equipes participantes formam um grupo único e jogam no sistema de todos contra todos, sendo classificada automaticamente para a semifinal a primeira e segunda colocada  desta fase, e do 3º ao 6º para às quartas de final.

### Classificação
- Vitória por 3 sets a 0 ou 3 a 1: 3 pontos para o vencedor;
- Vitória por 3 sets a 2: 2 pontos para o vencedor e 1 ponto para o perdedor.
- Não comparecimento, a equipe perde 2 pontos.
- Em caso de igualdade por pontos, os seguintes critérios servem como desempate: número de vitórias, razão de sets e razão de ralis.

|  |                                                 |
|  | Equipes classificadas para às quartas-de-final. |

|     |                      |     | Jogos | Jogos | Jogos | Resultados | Resultados | Resultados | Resultados | Resultados | Resultados | Sets | Sets | Sets   | Pontos | Pontos | Pontos |
| Pos | Equipe               | Pts | T     | V     | D     | 3–0        | 3–1        | 3–2        | 2–3        | 1–3        | 0–3        | V    | P    | R      | V      | P      | R      |
| --- | -------------------- | --- | ----- | ----- | ----- | ---------- | ---------- | ---------- | ---------- | ---------- | ---------- | ---- | ---- | ------ | ------ | ------ | ------ |
| 1   | Brasília Vôlei       | 21  | 7     | 7     | 0     | 5          | 2          | 0          | 0          | 0          | 0          | 21   | 2    | 10.500 | 563    | 389    | 1.447  |
| 2   | Itajaí Vôlei         | 18  | 7     | 6     | 1     | 2          | 4          | 0          | 0          | 0          | 1          | 18   | 7    | 2.571  | 600    | 499    | 1.202  |
| 3   | ADC Bradesco         | 14  | 7     | 5     | 2     | 4          | 0          | 1          | 0          | 2          | 0          | 17   | 8    | 2.125  | 573    | 515    | 1.113  |
| 4   | São José dos Pinhais | 10  | 7     | 3     | 4     | 1          | 2          | 0          | 1          | 3          | 0          | 14   | 14   | 1,000  | 602    | 603    | 0.998  |
| 5   | BluVôlei             | 10  | 7     | 3     | 4     | 1          | 2          | 0          | 1          | 0          | 3          | 11   | 14   | 0.786  | 495    | 562    | 0.881  |
| 6   | AFV Francana         | 5   | 7     | 2     | 5     | 0          | 1          | 1          | 0          | 2          | 3          | 8    | 18   | 0.444  | 544    | 608    | 0.895  |
| 7   | ACV Chapecó          | 4   | 7     | 1     | 6     | 1          | 0          | 0          | 1          | 3          | 2          | 8    | 18   | 0.444  | 550    | 602    | 0.914  |
| 8   | Sport do Recife      | 2   | 7     | 1     | 6     | 0          | 0          | 1          | 0          | 1          | 5          | 4    | 20   | 0.200  | 439    | 690    | 0.636  |

- Local: Os times que estão ao lado esquerdo da tabela jogam em casa.

#### 1ª Rodada
| Data      | Hora  |                        | Placar |                 | Set 1 | Set 2 | Set 3 | Set 4 | Set 5 | Total  | Relatório |
| --------- | ----- | ---------------------- | ------ | --------------- | ----- | ----- | ----- | ----- | ----- | ------ | --------- |
| 25 jan 20 | 16:00 | 'ADC Bradesco'         | 3–0    | Sport do Recife | 25–21 | 28–26 | 25–19 |       |       | 78–66  | 77–56     |
| 25 jan 20 | 18:00 | 'São José dos Pinhais' | 3–1    | AFV Francana    | 25–17 | 25–20 | 22–25 | 25-17 |       | 97–62  | 97–79     |
| 25 jan 20 | 18:00 | 'Itajaí Vôlei'         | 3–1    | ACV Chapecó     | 25–21 | 25–27 | 25–15 | 25-9  |       | 100–63 | 100–72    |
| 25 jan 20 | 19:00 | 'Brasília Vôlei'       | 3–0    | BluVôlei        | 25–18 | 25–12 | 25–12 |       |       | 75–42  | 75–42     |

#### 2ª Rodada
| Data      | Hora  |                      | Placar |                   | Set 1 | Set 2 | Set 3 | Set 4 | Set 5 | Total | Relatório |
| --------- | ----- | -------------------- | ------ | ----------------- | ----- | ----- | ----- | ----- | ----- | ----- | --------- |
| 31 jan 20 | 19:00 | São José dos Pinhais | 2–3    | ' ADC Bradesco'   | 16–25 | 25–18 | 25–22 | 16-25 | 7-15  | 89–65 | 89–105    |
| 31 jan 20 | 20:00 | ACV Chapecó          | 0–3    | ' Brasília Vôlei' | 14–25 | 22–25 | 15–25 |       |       | 51–75 | 52–75     |
| 1 fev 20  | 18:00 | 'Sport do Recife'    | 3–2    | BluVôlei          | 25–21 | 16–25 | 26–24 | 13-25 | 19-17 | 99–70 | 99–111    |
| 1 fev 20  | 19:00 | AFV Francana         | 1–3    | ' Itajaí Vôlei'   | 25–22 | 18–25 | 21–25 | 22-25 |       | 86–72 | 86–97     |

#### 3ª Rodada
| Data     | Hora  |                 | Placar |                      | Set 1 | Set 2 | Set 3 | Set 4 | Set 5 | Total  | Relatório |
| -------- | ----- | --------------- | ------ | -------------------- | ----- | ----- | ----- | ----- | ----- | ------ | --------- |
| 5 fev 20 | 20:00 | 'Brasília Vôlei | 3–0    | Sport do Recife      | 25–5  | 25–13 | 25–10 |       |       | 75–28  | 75–28     |
| 7 fev 20 | 20:00 | ACV Chapecó     | 2–3    | ' AFV Francana'      | 19–25 | 25–22 | 25–20 | 22-25 | 15-17 | 106–67 | 106-109   |
| 8 fev 20 | 16:00 | 'BluVôlei'      | 3–1    | São José dos Pinhais | 25–19 | 25–21 | 11–25 | 25-21 |       | 86–65  | 86–86     |
| 4 mar 20 | 19:00 | 'Itajaí Vôlei'  | 3–1    | ADC Bradesco         | 25–27 | 25–15 | 25–20 | 25-19 |       | 100–62 | 100–81    |

#### 4ª Rodada
| Data      | Hora  |                 | Placar |                         | Set 1 | Set 2 | Set 3 | Set 4 | Set 5 | Total | Relatório |
| --------- | ----- | --------------- | ------ | ----------------------- | ----- | ----- | ----- | ----- | ----- | ----- | --------- |
| 15 fev 20 | 16:00 | 'ADC Bradesco'  | 3–0    | ACV Chapecó             | 25–18 | 25–19 | 27–27 |       |       | 77–64 | 77–64     |
| 15 fev 20 | 18:00 | Sport do Recife | 0–3    | ' São José dos Pinhais' | 23–25 | 16–25 | 15–25 |       |       | 54–75 | 54–75     |
| 15 fev 20 | 18:00 | 'Itajaí Vôlei'  | 3–0    | BluVôlei                | 25–12 | 25–15 | 25–10 |       |       | 75–37 | 75–37     |
| 15 fev 20 | 19:00 | AFV Francana    | 0–3    | ' Brasília Vôlei'       | 20–25 | 19–25 | 16–25 |       |       | 55–75 | 55–75     |

#### 5ª Rodada
| Data      | Hora  |                  | Placar |                      | Set 1 | Set 2 | Set 3 | Set 4 | Set 5 | Total | Relatório |
| --------- | ----- | ---------------- | ------ | -------------------- | ----- | ----- | ----- | ----- | ----- | ----- | --------- |
| 19 fev 20 | 19:00 | 'ADC Bradesco'   | 3–0    | AFV Francana         | 25–19 | 25–18 | 25–19 |       |       | 75–56 | 75–56     |
| 19 fev 20 | 17:00 | 'Itajaí Vôlei'   | 3–0    | Sport do Recife      | 25–18 | 25–10 | 25–14 |       |       | 75–42 | 75–42     |
| 20 fev 20 | 18:00 | 'BluVôlei'       | 3–1    | ACV Chapecó          | 20–25 | 25–23 | 25–21 | 25-22 |       | 95–69 | 95–91     |
| 20 fev 20 | 19:00 | 'Brasília Vôlei' | 3–1    | São José dos Pinhais | 17–25 | 25–17 | 25–15 | 25-22 |       | 92–57 | 92–79     |

#### 6ª Rodada
| Data      | Hora  |                      | Placar |                   | Set 1 | Set 2 | Set 3 | Set 4 | Set 5 | Total | Relatório |
| --------- | ----- | -------------------- | ------ | ----------------- | ----- | ----- | ----- | ----- | ----- | ----- | --------- |
| 28 fev 20 | 17:00 | 'ACV Chapecó'        | 3–0    | Sport do Recife   | 25–18 | 25–16 | 27–25 |       |       | 77–59 | 77–59     |
| 28 fev 20 | 16:00 | ADC Bradesco         | 1–3    | ' Brasília Vôlei' | 17–25 | 25–21 | 17–25 | 17-25 |       | 76–71 | 76–96     |
| 29 fev 20 | 18:00 | São José dos Pinhais | 1–3    | ' Itajaí Vôlei'   | 21–25 | 25–20 | 23–25 | 21-25 |       | 90–70 | 90–95     |
| 29 fev 20 | 20:00 | AFV Francana         | 0–3    | ' BluVôlei'       | 14–25 | 22–25 | 25–27 |       |       | 61–77 | 61–77     |

#### 7ª Rodada
| Data     | Hora  |                        | Placar |                 | Set 1 | Set 2 | Set 3 | Set 4 | Set 5 | Total | Relatório |
| -------- | ----- | ---------------------- | ------ | --------------- | ----- | ----- | ----- | ----- | ----- | ----- | --------- |
| 6 mar 20 | 20:00 | Sport do Recife        | 1–3    | ' AFV Francana' | 25–21 | 9–25  | 22–25 | 25-27 |       | 81–71 | 81–118    |
| 7 mar 20 | 18:00 | 'São José dos Pinhais' | 3–1    | ACV Chapecó     | 25–23 | 25–23 | 12–25 | 25-20 |       | 87–71 | 87–91     |
| 7 mar 20 | 19:00 | BluVôlei               | 0–3    | ' ADC Bradesco' | 18–25 | 18–25 | 10–25 |       |       | 46–75 | 46–75     |
| 7 mar 20 | 19:00 | 'Brasília Vôlei'       | 3–0    | Itajaí Vôlei    | 25–21 | 25–20 | 25–17 |       |       | 75–58 | 75–58     |

## Playoffs
Negrito - Vencedor das séries

itálico - Time com vantagem de mando de quadra

|  | Quartas-de-final         | Quartas-de-final         | Quartas-de-final         | Quartas-de-final         | Quartas-de-final         |   |   | Semifinais                       | Semifinais                       | Semifinais                       | Semifinais                       | Semifinais                       |  |  | Final               | Final               | Final               | Final               | Final               | Final               | Final               |
|  | 14 a 21 de março de 2020 | 14 a 21 de março de 2020 | 14 a 21 de março de 2020 | 14 a 21 de março de 2020 | 14 a 21 de março de 2020 |   |   | 28 de março a 4 de abril de 2020 | 28 de março a 4 de abril de 2020 | 28 de março a 4 de abril de 2020 | 28 de março a 4 de abril de 2020 | 28 de março a 4 de abril de 2020 |  |  | 11 de abril de 2020 | 11 de abril de 2020 | 11 de abril de 2020 | 11 de abril de 2020 | 11 de abril de 2020 | 11 de abril de 2020 | 11 de abril de 2020 |
|  |                          |                          |                          |                          |                          |   |   |                                  |                                  |                                  |                                  |                                  |  |  |                     |                     |                     |                     |                     |                     |                     |
|  | 1°                       | Brasília Vôlei           | 0                        | 0                        | -                        |   |   |                                  |                                  |                                  |                                  |                                  |  |  |                     |                     |                     |                     |                     |                     |                     |
|  | 8°                       | Sport do Recife          | 0                        | 0                        | -                        |   |   |                                  |                                  |                                  |                                  |                                  |  |  |                     |                     |                     |                     |                     |                     |                     |
|  | 8°                       | Sport do Recife          | 0                        | 0                        | -                        |   | ° |                                  | 0                                | 0                                | -                                |                                  |  |  |                     |                     |                     |                     |                     |                     |                     |
|  |                          |                          |                          |                          |                          |   | ° |                                  | 0                                | 0                                | -                                |                                  |  |  |                     |                     |                     |                     |                     |                     |                     |
|  |                          | °                        |                          | 0                        | 0                        | - |   |                                  |                                  |                                  |                                  |                                  |  |  |                     |                     |                     |                     |                     |                     |                     |
|  | 3°                       | °                        | ADC Bradesco             | 0                        | 0                        | - | 0 | 0                                | -                                |                                  |                                  |                                  |  |  |                     |                     |                     |                     |                     |                     |                     |
|  | 3°                       |                          | ADC Bradesco             |                          |                          |   | 0 | 0                                | -                                |                                  |                                  |                                  |  |  |                     |                     |                     |                     |                     |                     |                     |
|  | 6°                       | AFV Francana             | 0                        | 0                        | -                        |   |   |                                  |                                  |                                  |                                  |                                  |  |  |                     |                     |                     |                     |                     |                     |                     |
|  |                          |                          |                          |                          |                          |   |   |                                  |                                  |                                  |                                  |                                  |  |  | °                   |                     | 0                   |                     |                     |                     |                     |
|  |                          |                          | °                        |                          | 0                        |   |   |                                  |                                  |                                  |                                  |                                  |  |  |                     |                     |                     |                     |                     |                     |                     |
|  | 2°                       | Itajaí Vôlei             | 0                        | 0                        | -                        |   |   |                                  |                                  |                                  |                                  |                                  |  |  |                     |                     |                     |                     |                     |                     |                     |
|  | 7°                       | ACV Chapecó              | 0                        | 0                        | -                        |   |   |                                  |                                  |                                  |                                  |                                  |  |  |                     |                     |                     |                     |                     |                     |                     |
|  | 7°                       | ACV Chapecó              | 0                        | 0                        | -                        |   | ° |                                  | 0                                | 0                                | -                                |                                  |  |  |                     |                     |                     |                     |                     |                     |                     |
|  |                          |                          |                          |                          |                          |   | ° |                                  | 0                                | 0                                | -                                |                                  |  |  |                     |                     |                     |                     |                     |                     |                     |
|  |                          | °                        |                          | 0                        | 0                        | - |   |                                  |                                  |                                  |                                  |                                  |  |  |                     |                     |                     |                     |                     |                     |                     |
|  | 4°                       | °                        | São José dos Pinhais     | 0                        | 0                        | - | 0 | 0                                | -                                |                                  |                                  |                                  |  |  |                     |                     |                     |                     |                     |                     |                     |
|  | 4°                       |                          | São José dos Pinhais     |                          |                          |   | 0 | 0                                | -                                |                                  |                                  |                                  |  |  |                     |                     |                     |                     |                     |                     |                     |
|  | 5°                       | BluVôlei                 | 0                        | 0                        | -                        |   |   |                                  |                                  |                                  |                                  |                                  |  |  |                     |                     |                     |                     |                     |                     |                     |

- Local: Os times que estão ao lado esquerdo da tabela jogam em casa.

#### Quartas 1
| Data      | Hora  |                 | Placar |                 | Set 1 | Set 2 | Set 3 | Set 4 | Set 5 | Total | Relatório |
| --------- | ----- | --------------- | ------ | --------------- | ----- | ----- | ----- | ----- | ----- | ----- | --------- |
| 14 mar 20 | 18:00 | Sport do Recife | –      | Brasília Vôlei  | –     | –     | –     |       |       | 0–0   | 0–0       |
| 21 mar 20 | 19:30 | Brasília Vôlei  | –      | Sport do Recife | –     | –     | –     |       |       | 0–0   | 0–0       |
| 22 mar 20 | 18:00 | Brasília Vôlei  | –      | Sport do Recife | –     | –     | –     |       |       | 0–0   | 0–0       |

#### Quartas 2
| Data      | Hora  |              | Placar |              | Set 1 | Set 2 | Set 3 | Set 4 | Set 5 | Total | Relatório |
| --------- | ----- | ------------ | ------ | ------------ | ----- | ----- | ----- | ----- | ----- | ----- | --------- |
| 14 mar 20 | 19:00 | AFV Francana | –      | ADC Bradesco | –     | –     | –     |       |       | 0–0   | 0–0       |
| 20 mar 20 | 20:00 | ADC Bradesco | –      | AFV Francana | –     | –     | –     |       |       | 0–0   | 0–0       |
| 21 mar 20 | 19:30 | ADC Bradesco | –      | AFV Francana | –     | –     | –     |       |       | 0–0   | 0–0       |

#### Quartas 3
| Data      | Hora  |              | Placar |              | Set 1 | Set 2 | Set 3 | Set 4 | Set 5 | Total | Relatório |
| --------- | ----- | ------------ | ------ | ------------ | ----- | ----- | ----- | ----- | ----- | ----- | --------- |
| 14 mar 20 | 19:30 | ACV Chapecó  | –      | Itajaí Vôlei | –     | –     | –     |       |       | 0–0   | 0–0       |
| 20 mar 20 | 19:00 | Itajaí Vôlei | –      | ACV Chapecó  | –     | –     | –     |       |       | 0–0   | 0–0       |
| 21 mar 20 | 19:00 | Itajaí Vôlei | –      | ACV Chapecó  | –     | –     | –     |       |       | 0–0   | 0–0       |

#### Quartas 4
| Data      | Hora  |                      | Placar |                      | Set 1 | Set 2 | Set 3 | Set 4 | Set 5 | Total | Relatório |
| --------- | ----- | -------------------- | ------ | -------------------- | ----- | ----- | ----- | ----- | ----- | ----- | --------- |
| 14 mar 20 | 17:00 | BluVôlei             | –      | São José dos Pinhais | –     | –     | –     |       |       | 0–0   | 0–0       |
| 22 mar 20 | 17:00 | São José dos Pinhais | –      | BluVôlei             | –     | –     | –     |       |       | 0–0   | 0–0       |
| 23 mar 20 | 19:00 | São José dos Pinhais | –      | BluVôlei             | –     | –     | –     |       |       | 0–0   | 0–0       |

#### Semi Final 1
| Data      | Hora  |  | Placar |  | Set 1 | Set 2 | Set 3 | Set 4 | Set 5 | Total | Relatório |
| --------- | ----- |  | ------ |  | ----- | ----- | ----- | ----- | ----- | ----- | --------- |
| 28 mar 20 | 20:00 |  | –      |  | –     | –     | –     |       |       | 0–0   | 0–0       |
| 03 abr 20 | 20:00 |  | –      |  | –     | –     | –     |       |       | 0–0   | 0–0       |
| 04 abr 20 | 20:00 |  | –      |  | –     | –     | –     |       |       | 0–0   | 0–0       |

#### Semi Final 2
| Data      | Hora  |  | Placar |  | Set 1 | Set 2 | Set 3 | Set 4 | Set 5 | Total | Relatório |
| --------- | ----- |  | ------ |  | ----- | ----- | ----- | ----- | ----- | ----- | --------- |
| 28 mar 20 | 20:00 |  | –      |  | –     | –     | –     |       |       | 0–0   | 0–0       |
| 03 abr 20 | 20:00 |  | –      |  | –     | –     | –     |       |       | 0–0   | 0–0       |
| 04 abr 20 | 20:00 |  | –      |  | –     | –     | –     |       |       | 0–0   | 0–0       |

#### Final
| Data      | Hora  |  | Placar |  | Set 1 | Set 2 | Set 3 | Set 4 | Set 5 | Total | Relatório |
| --------- | ----- |  | ------ |  | ----- | ----- | ----- | ----- | ----- | ----- | --------- |
| 10 abr 20 | 21:30 |  | –      |  | –     | –     | –     |       |       | 0–0   | 0–0       |

## Classificação Final
Segundo o Regulamento Oficial da Competição, terão direito a habilitação à Superliga Série B de 2021 os participantes da edição atual que terminarem entre a 3ª e a 6ª posição, as equipes classificadas em 11ª e 12ª lugar na Superliga A e as equipes classificadas em 1º e 2º lugares na Superliga C.
|  |                                       |
|  | Acesso a Superliga 2020–21 - Série A  |
|  | Mantidos Superliga 2021 - Série B     |
|  | Rebaixados a Superliga 2021 - Série C |

|     |                      |     | Jogos | Jogos | Jogos | Resultados | Resultados | Resultados | Resultados | Resultados | Resultados | Sets | Sets | Sets   | Pontos | Pontos | Pontos |
| Pos | Equipe               | Pts | T     | V     | D     | 3–0        | 3–1        | 3–2        | 2–3        | 1–3        | 0–3        | V    | P    | R      | V      | P      | R      |
| --- | -------------------- | --- | ----- | ----- | ----- | ---------- | ---------- | ---------- | ---------- | ---------- | ---------- | ---- | ---- | ------ | ------ | ------ | ------ |
| 1   | Brasília Vôlei       | 21  | 7     | 7     | 0     | 5          | 2          | 0          | 0          | 0          | 0          | 21   | 2    | 10.500 | 563    | 389    | 1.447  |
| 2   | Itajaí Vôlei         | 18  | 7     | 6     | 1     | 2          | 4          | 0          | 0          | 0          | 1          | 18   | 7    | 2.571  | 600    | 499    | 1.202  |
| 3   | ADC Bradesco         | 14  | 7     | 5     | 2     | 4          | 0          | 1          | 0          | 2          | 0          | 17   | 8    | 2.125  | 573    | 515    | 1.113  |
| 4   | São José dos Pinhais | 10  | 7     | 3     | 4     | 1          | 2          | 0          | 1          | 3          | 0          | 14   | 14   | 1,000  | 602    | 603    | 0.998  |
| 5   | BluVôlei             | 10  | 7     | 3     | 4     | 1          | 2          | 0          | 1          | 0          | 3          | 11   | 14   | 0.786  | 495    | 562    | 0.881  |
| 6   | AFV Francana         | 5   | 7     | 2     | 5     | 0          | 1          | 1          | 0          | 2          | 3          | 8    | 18   | 0.444  | 544    | 608    | 0.895  |
| 7   | ACV Chapecó          | 4   | 7     | 1     | 6     | 1          | 0          | 0          | 1          | 3          | 2          | 8    | 18   | 0.444  | 550    | 602    | 0.914  |
| 8   | Sport do Recife      | 2   | 7     | 1     | 6     | 0          | 0          | 1          | 0          | 1          | 5          | 4    | 20   | 0.200  | 439    | 690    | 0.636  |

## Premiações
| Superliga B 2020    |
| ------------------- |
| Campeão (?º título) |